# 斯圖迪內茨
48°48′48″N 24°48′53″E / 48.81333°N 24.81472°E
斯圖迪內茨（羅馬化：Studynets）是烏克蘭西部伊萬諾-弗蘭科夫斯克州的伊萬諾-弗蘭科夫斯克區特斯梅尼察市鎮的村莊。該村面積5.74平方公里，2001年人口343，人口密度每平方公里59.8人。